# 파푸아뉴기니의 지방

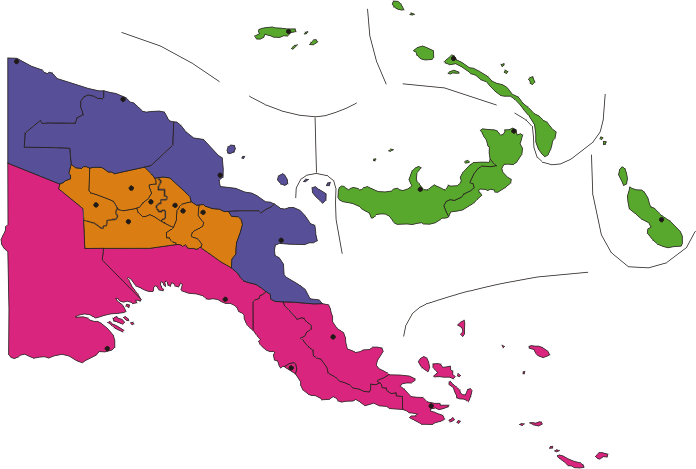
파푸아뉴기니의 지방
하일랜즈 지방
아일랜즈 지방
모마세 지방
파푸아 지방

파푸아뉴기니는 지리적으로 4개 지방(영어: Region)으로 나뉜다.
- 하일랜즈 지방: 서던하일랜즈주, 엥가주, 웨스턴하일랜즈주, 심부주, 이스턴하일랜즈주, 헬라주, 지와카주
- 아일랜즈 지방: 동뉴브리튼주, 마누스주, 뉴아일랜드주, 부건빌 자치주, 서뉴브리튼주
- 모마세 지방: 동세픽주, 마당주, 모로베주, 산다운주
- 파푸아 지방: 중앙주, 걸프주, 밀른베이주, 오로주, 서부주, 수도권

## 같이 보기
- 파푸아뉴기니의 행정 구역